# Чаппелл Рон
Кейли Роуз Амштуц (англ. Kayleigh Rose Amstutz; род. 19 февраля 1998, Willard, Миссури), более известная под псевдонимом Чаппелл Рон (англ. Chappell Roan) — американская певица родом из Миссури. Начав музыкальную карьеру в 2017 году, она получила внимание критиков и публики с выпуском дебютного альбома The Rise and Fall of a Midwest Princess в 2023 году и песни «Good Luck, Babe!» весной следующего года, а также с выступлениями в туре Оливии Родриго Guts World Tour и на Коачелле-2024.
Чаппелл Рон стала обладательницей премии «Грэмми-2025» в категории «Лучший новый артист».

## Ранняя жизнь
Кейли Роуз Амштуц родилась в Уилларде, штат Миссури, недалеко от Спрингфилда. Она старшая из четырёх детей в семье. Свою юность артистка описывала как «консервативную и христианскую»: семья посещала церковь трижды в неделю, а сама Кейли регулярно проводила лето в христианских лагерях. В детстве она нередко сбегала из дома из-за тягостной атмосферы.
Кейли играла на пианино с 10 лет, начав брать уроки двумя годами позднее. Первое её выступление состоялось на школьном шоу талантов в 13 лет, где она победила, исполнив песню «The Christmas Song». В следующем году она безуспешно пыталась пройти прослушивание в «America's Got Talent». Тогда же она начала самостоятельно писать песни и загружать каверы на YouTube, что привлекло внимание музыкальных лейблов.

## Карьера

### 2015 – 2021: начало карьеры, «Pink Pony Club»
В 17 лет под именем Кейли Роуз она загрузила на YouTube самостоятельно написанную песню «Die Young». В 2015 году она подписала контракт с Atlantic Records, тогда же начав использовать псевдоним Чаппелл Рон. Имя было взято ей в честь дедушки Денниса К. Чаппелла, скончавшегося от рака мозга в 2016 году: его любимой песней была «The Strawberry Roan» Кёрли Флетчера.
В августе 2017 года Рон выпустила дебютный сингл «Good Hurt», месяцем позднее представив дебютный мини-альбом School Nights. В том же году она выступала на туре Вэнса Джоя Lay It On Me Tour, а в 2018 году выступала на разогреве у Деклана МакКенны.
В начале 2020 года Рон начала работать с автором и продюсером Дэном Найгро. В апреле она выпустила сингл «Pink Pony Club», спродюсированный Найгро и резко отличавшийся по стилю от School Nights. Вдохновением для песни послужил визит Рон в гей-бар в Западном Голливуде и выступление танцоров гоу-гоу. Трек получил положительные отзывы критиков и попал в рейтинг лучших песен 2020 года от издания USA Today. В мае она выпустила следующие два сингла: «Love Me Anyway» и «California». В августе Atlantic Records разорвали контракт с Рон ввиду недостаточного коммерческого успеха артистки. Следующие два года она проработала бариста и няней.

### 2022 — настоящее время:The Rise and Fall of a Midwest Princessи «Good Luck, Babe!»
В начале 2021 года Найгро отстранился от работы с Рон, чтобы сосредоточиться на написании дебютного альбома Оливии Родриго Sour. На протяжении года Рон самостоятельно работала над своей музыкой, параллельно подрабатывая в различных местах. В марте 2022 года она подписала контракт с Sony Music и смогла вновь поработать с Найгро, выпустив сингл «Naked in Manhattan», ставший её первым релизом за два года и первым в качестве независимой артистки. На протяжении 2021 года Рон выступала на разогреве в туре Оливии Родриго Sour Tour и в туре Флэтчер Girl of My Dreams Tour. Кроме того, в том же году она выпустила синглы «Femininomenon» и «Casual».
В 2023 году Рон отправилась в свой первый тур Naked In North America Tour, параллельно продолжая работу над дебютным альбомом. На разогрев тура были приглашены дрэг-квин, а каждый концерт имел особую тематику, в соответствии с которой посетители выбирали костюмы. В том же году Рон подписала контракт с Amusement Records, импринтом Island Records, принадлежавшем Найгро. На протяжении 2023 года она выпустила синглы «Casual», «Kaleidoscope», «Red Wine Supernova» и «HOT TO GO!» в поддержку дебютной пластинки.
Дебютный альбом Рон The Rise and Fall of a Midwest Princess вышел 22 сентября 2023 года и получил положительные отзывы критиков. Кроме того, пластинка попала в несколько годовых рейтингов лучших альбомов года, в том числе в перечни The A.V. Club, TIME, NYLON, Dork, Rolling Stone, Billboard, The Skinny, Uproxx, Alternative Press, Vogue, Pitchfork и Pop Buzz. После выхода альбома Рон отправилась в тур The Midwest Princess Tour.
В 2024 году Рон выступила на разогреве тура Оливии Родриго Guts World Tour, а также стала музыкальным гостем на вечернем шоу Стивена Колберта. После начала тура Родриго прослушивания музыки Рон на стриминговых сервисах возросли на 32%. В апреле Рон представила сингл «Good Luck, Babe!», описанный ей как «начало новой главы». За первую неделю песня получила более семи миллионов прослушиваний, став прорывным треком в карьере артистки по мнению Billboard. Сингл также стал первым попаданием Рон в чарт Billboard Hot 100, дебютировав на 77-й позиции. В этом же месяце она выступила на Коачелле. Общее количество прослушиваний Рон с февраля по апрель увеличилось на 500%.
1 августа 2024 года выступление Чаппелл Рон побило рекорд посещаемости дневного сета на фестивале Lollapalooza в Чикаго.

## Творчество
Большую часть своих песен Рон пишет самостоятельно, иногда сотрудничая с иными авторами. В 2018 году она описала свою музыку как смесь органических и электронных инструментов в поп-тонах и как «тёмный поп с оттенками баллад». Variety охарактеризовали стиль певицы как «гламурный и попсовый, прославляющий собственную женственность и общий опыт Поколения Z, а также очень квир-позитивный».
В качестве вдохновения Рон указывала alt-J, Стиви Никс, Лорд и Лану Дель Рей, а также художницу Эбби Уоткинс и фильм «Роковое искушение». По словам артистки, начать писать песни её побудил трек Рианны «Stay».

## Личная жизнь
В интервью Рон заявляла об отношениях с мужчинами в прошлом, но заявила, что больше не планирует встречаться с ними, идентифицировав себя как лесбиянку.

## Дискография

### Альбомы
| Название                                | Детали | Высшая позиция | Высшая позиция | Высшая позиция | Высшая позиция | Высшая позиция | Высшая позиция |
| Название                                | Детали | US             | AUS            | CAN            | IRE            | NZ             | UK             |
| --------------------------------------- | --- | -------------- | -------------- | -------------- | -------------- | -------------- | -------------- |
| The Rise and Fall of a Midwest Princess | - Дата выхода: 22 сентября 2023 - Лейбл: Island, Amusement, KRA International - Формат: LP, CD, кассета, цифровые загрузки, стриминг, box set | 28             | 50             | 44             | 37             | 21             | 50             |

### Мини-альбомы
| Название      | Детали                                                                                  |
| ------------- | --------------------------------------------------------------------------------------- |
| School Nights | - Дата выхода: 22 сентября 2017 - Лейбл: Atlantic - Формат: цифровые загрузки, стриминг |

### Каверы
- Чаппелл Рон исполнила кавер-версию классической песни «Barracuda» группы Heart на недавней остановке в Каунсил-Блафс, штат Айова, в ходе своего текущего тура Midwest Princess.[59]